# 小行星22675
小行星22675（22675 Davidcohn）是一颗绕太阳运转的小行星，为主小行星带小行星。该小行星于1998年8月17日发现。

## 轨道参数
小行星22675的轨道半长轴为2.7936110 UA，离心率为0.109。